# 渡辺真知子
渡辺 真知子（わたなべ まちこ、1956年〈昭和31年〉10月23日 - ）は、日本のシンガーソングライター、ラジオパーソナリティ。本名：渡邉 真知子（読み同じ）。神奈川県横須賀市出身。緑ヶ丘女子高等学校、洗足学園短期大学音楽科卒業。

## 概要
1977年にCBS・ソニー（現：ソニー・ミュージックレコーズ）からデビュー。1970年代後半のニューミュージックブームの中で、松任谷由実や中島みゆきなどの次世代の女性シンガーソングライターとして活躍する。声楽科出身の豊かな声量でデビュー直後から数々のヒット曲を生み出した。伸びのあるパワフルな歌唱と、明るい中にも哀愁を漂わせた曲調を持ち味とする。
フォークソング全盛時代には「シンガーソングライターはテレビに出て歌わない」という風潮があったが、それ以前の世代（1960年代から1970年代）のフォーク・ニューミュージック系のアーティストとは異なり、先行するChar、原田真二、世良公則&ツイストの「ロック御三家」と共に、従来は歌謡曲中心だったテレビやラジオの音楽番組に積極的に出演した。1978年の第29回NHK紅白歌合戦では、新しい音楽界の流れを受けて設けられたニューミュージック・コーナーに、原田真二、世良公則&ツイスト、庄野真代、サーカス、さとう宗幸とともに出演。
デビュー当時はその容姿からアイドル歌手に近いような扱いを受けることもあった。
天真爛漫な人柄で知られ、テレビ・ラジオ出演時の軽快なトークで人気を集めた。芸術家肌のアーティストが多かった当時のシンガーソングライターには珍しくマルチタレントとして活動、女優として映画やテレビドラマに出演したり、ラジオパーソナリティとしても活動している。
編曲は、初期は船山基紀が一手に引き受けた。歌謡曲的な要素もふんだんに取り入れたシングルは、ニューミュージックの歴史の中でも代表的な作品群であり、同時に船山にとっての代表作ともなっている。また、デビュー時のバックバンドのバンドマスターは羽田健太郎であった。
歌詞やアルバムタイトルには、出身地の横須賀や海と港町の風景をテーマとしたものが多い。第20回日本レコード大賞最優秀新人賞を受賞した『かもめが翔んだ日』は渡辺の代表曲として知られ、個人事務所やオフィシャルウェブサイト、公式ファンクラブの名称にも、シンボルとして「かもめ」の名が用いられている。

## 人物
血液型はB型。デビュー当時、父親は神奈川県立青少年センターの館長、兄は横須賀信用金庫に勤務と、比較的カタい家庭に育った。幼稚園でオルガン、小学校時にピアノを習う。中学に入ると6つ上の兄の影響で中学ギターを始める。洗足学園短期大学音楽科在学中から横須賀のロックバンドでも活動。
趣味はスキューバダイビングとガーデニング。犬好きでチワワを2匹飼っている。書道八段の腕前で、NHK総合テレビジョン『ふたりのビッグショー』で「海」という作品を披露した。デビュー時のプロフィールでは好きな俳優として、デビッド・ジャンセンと三國連太郎を挙げる、渋好みだった。
山口百恵と所属レコード会社が同じCBS・ソニーで、山口が少女時代を横須賀市で過ごしたという縁もあり親友同士で、山口が芸能界を引退した後の結婚式に出席している。山口とは今でも交流が続いているという。
また、渡辺より1年早い1976年にデビューし、1978年に『飛んでイスタンブール』が大ヒットした庄野真代とも親友で、1978年には渡辺と2人揃って『第29回NHK紅白歌合戦』に初出場している。また同時期の1978年にデビューし『東京ららばい』がヒットした中原理恵とも親交があった。

## 経歴

### 1970年代
1975年、ヤマハ主催のコンテスト『第9回 ヤマハポピュラーソングコンテスト』に出場。『オルゴールの恋唄』で特別賞を受賞。高校在学中に「PIA」というグループで参加したが、エントリー時はすでにソロ活動を行っていた。
1977年3月、洗足学園短期大学音楽科を卒業（声楽専攻）。同年11月1日、ファーストシングル『迷い道』でデビュー。一躍ヒット曲となり、初出場した第29回NHK紅白歌合戦で歌唱する。翌1978年4月21日、セカンドシングル『かもめが翔んだ日』をリリース、伸びやかな高音が印象的な歌い出しで大ヒット。第20回日本レコード大賞最優秀新人賞受賞ほか、音楽祭13賞の受賞曲となった。同年8月21日、サードシングル『ブルー』をリリース。
翌1979年1月21日に『たとえば…たとえば』、5月21日に『別れて そして』をリリース、2回目出場となる第30回NHK紅白歌合戦では『たとえば…たとえば』を歌唱した。また同年にはイタリアのサンレモ音楽祭に出演。デビュー直後から立て続けにシングルがヒットし、順調にシンガーソングライターとしてのキャリアを築いていく。

### 1980年代
1980年1月21日リリースのシングル『唇よ、熱く君を語れ』は、カネボウ化粧品のブランド「LADY 80」の口紅のCM曲としてヒット、その軽快でパワフルな曲調は、1980年代の「翔んでる女」が流行語となった「女性の時代」の幕開けを象徴する楽曲となった。
1982年2月25日リリースのシングル『好きと言って』で、第11回東京音楽祭国内大会作曲賞を受賞。1984年には映画『メイン・テーマ』に初出演し、女優としても活躍の場を広げる。1985年にはライブ活動を精力的に行い、渋谷公会堂ほか3会場で「コンサート'85」を開催したほか、ライブハウス「新宿ルイード」で「3Daysライブ」として3日間にわたり60曲を歌う連続ライブを開催した。
1988年1月25日にシングル『哀愁トラベラー』をリリース、JR「ナイスミディパス」イメージソングとして使用される。同年にアメリカ合衆国アリゾナ州に渡り、翌1989年4月に帰国。同年に開催された横浜博覧会 (YES'89) でのコンサートに出演する。
アリゾナ行きの契機となったのは、『哀愁トラベラー』リリースをきっかけに、当時のマネージャーだった嶋田富士彦と2人で四国へ寺巡りの旅に出かけたところ、3箇所で引いたおみくじが2人とも全て凶であったが、年明けに再度2人でおみくじを引いたところ、2人とも再び凶を引いたことがきっかけとなったという。アリゾナでは現地の語学学校に通って半年後に帰国し、帰国後は全国を回ってライブ活動を行い、ジャンルを超えて多様な音楽に触れたことで、ジャズピアニストの島健らと交流するようになったと、渡辺は語っている。

### 1990年代
1990年代にはLPでリリースされた過去のアルバムがCD化され、CD選書として再発売された。1991年5月15日には『海につれていって』『フォグ・ランプ』がCD化。同年9月15日には『遠く離れて』『メモリーズ』『Libra』までの3枚がCD化された。以降も『B♭m 愛することだけすればよかった』までのオリジナルアルバム10枚がすべてCD化され、デビューから1984年までのアルバムがCDで聴けるようになった。
そして1990年3月1日には、12枚目のオリジナル・アルバムとなる『TAHIBALI』をリリース。このアルバムからLP盤は廃止され、CDでのリリースとなる。ジャズやフュージョンなどを取り入れた多国籍風サウンドに挑戦した。
1991年には「ヨコハマ・ミュージックフェスティバル」「第23回ツムラサマージャズフェスティバル」に出演。1995年には地元の横須賀で開催された「ヨコスカジャズドリームス'95」に出演し司会も務める。また1992年から1995年にかけて、日清パワーステーションで6回にわたりコンサートを開催。1996年には「熱帯JAZZ楽団」に専属ボーカリストとして加入し、ジャズシンガーとしての活動も開始した。
1997年、デビュー20周年を迎える。1998年8月21日には初のライブ・アルバム『歌祭～歌って歌って恋をして～』をリリース、1999年には青山円形劇場の360度ステージでコンサートを開催した。

### 2000年代
2000年5月24日、ベスト・アルバム『2000 BEST（ミレニアム・ベスト）/渡辺真知子』」をリリース。同年6月には「キリンカップサッカー」ボリビア戦で「君が代」を歌唱、20世紀最後のコンサート「20世紀に乾杯!」を六本木のライブレストラン「STB139」で開催。
2002年にはデビュー25周年を迎え、25周年記念ベストアルバム『大切な順番～SpecialBest～』」をリリース、25周年コンサートツアーを全国25箇所で開催。2006年には横須賀市の市制100周年事業として「横須賀大使」に任命され、3年間の任期を務めた。
2007年1月、熊本県天草市で開催された「天草国際アート&ミュージックフェスタ」に出演しエディ・ゴメスと共演する。同年にはデビュー30周年を迎え、新曲「それでも I love you」を収録した30周年記念アルバム『鴎30～海からのメッセージ～』を2月14日にリリース、2月15日・16日に発売記念ライブを六本木「STB139」で開催。同年秋から2008年4月にかけて、30周年記念コンサート「鴎30～海からのメッセージ～」を文京シビック大ホール、横須賀芸術劇場などで開催した。
2008年6月4日、シングル『いろいろな白』をリリース（カップリング曲として「かもめが翔んだ日」スタジアム・バージョンを収録）。同年6月・7月にNHKラジオ第1放送「ユアソング」としてオンエアされる。8月20日には初のライブDVDとなる『それでも I love you～横須賀より愛をこめて～』をリリース。2009年9月25日には「渡辺真知子コンサート2009～いろいろな白、私の白～」を東京国際フォーラムで開催した。

### 2010年代以降
2010年4月15日に自身のブログで「2010年4月22日に小澤音楽事務所を離れ、個人事務所を設立する」と発表。4月に自身の芸能事務所として「Kamome Music（カモメミュージック）」を設立した。
2012年にはデビュー35周年を迎え、10月26日に記念アルバム『腕の中のスマイル』をリリース。35周年記念コンサートを横須賀芸術劇場、東京渋谷さくらホールで開催した。2013年には、8月1日・2日、鎌倉の建長寺で「古都の風～建長寺特別公演 渡辺真知子コンサート&創作能オンディーヌ」を開催。9月6日に「グッドエイジャー賞」を受賞。「しまうまとライオン」が、NHK『みんなのうた』（10月・11月）に起用された。
2013年には初期のアルバム4枚がBlu-spec CD2で再発売され、同年4月10日に『海につれていって』『フォグ・ランプ』、7月24日に『遠く離れて』『メモリーズ』が発売された。
2017年にはデビュー40周年を迎え、記念コンサートツアー「デビュー40周年記念コンサート～私はわすれない～」を同年10月から翌2018年まで全国開催。2018年1月10日にデビュー40周年記念アルバム『私はわすれない〜人生が微笑む瞬間〜』をリリース。また同年には、7月の「横須賀ジャズドリーム」、9月の「高崎音楽祭」で熱帯JAZZ楽団と共演。12月18日には、ファーストコンサートを行った記念の地である神奈川県民ホールで「40th Special! 渡辺真知子コンサート2018」を開催した。
2019年1月30日から2月27日まで「中島みゆき 夜会 Vol.20～リトル・トーキョー～」に客演。2020年3月には、ノーベル化学賞を受賞した吉野彰が「影響を受けた人物」として渡辺真知子の名を挙げたことから、日本テレビのドキュメンタリー番組『成功の遺伝史』で共演した。
2020年7月8日、アルバム『明日へ』をリリース。東京オリンピック開催に合わせ「アスリートをはじめ多くの人々に元気を与えたい」として、既発曲の中で「希望」を感じさせる曲を集めたセルフカバーアルバムとして企画された。本来は春のリリース予定だったが新型コロナウイルス感染症の影響で発売延期となり、またオリンピック自体も延期されたが、結果的に「コロナ禍の中にある人々に元気と希望を与える音楽」として世に送り出されることとなった。アルバムタイトルは、1979年のアルバム『メモリーズ』収録曲の「明日へ」から採られており、多重録音で制作したリミックスバージョンの「唇よ、熱く君を語れ 2020 remix」などが収録されている。

## ディスコグラフィ

### シングル
| #                                | 発売日          | タイトル                                               | c/w                                     | 規格                              | 規格品番     |             |
| CBS・ソニー                      | CBS・ソニー     | CBS・ソニー                                            | CBS・ソニー                             | CBS・ソニー                       | CBS・ソニー  | CBS・ソニー |
| -------------------------------- | --------------- | ------------------------------------------------------ | --------------------------------------- | --------------------------------- | ------------ | ----------- |
| 1st                              | 1977年 11月1日  | 迷い道                                                 | 愛情パズル                              | 7インチシングル盤                 | 06SH-232     |             |
| 2nd                              | 1978年 4月21日  | かもめが翔んだ日                                       | なのにあいつ                            | 7インチシングル盤                 | 06SH-320     |             |
| 3rd                              | 1978年 8月21日  | ブルー                                                 | 光るメロディ                            | 7インチシングル盤                 | 06SH-379     |             |
| 4th                              | 1979年 1月21日  | たとえば…たとえば                                      | 港のフェスタ                            | 7インチシングル盤                 | 06SH-444     |             |
| 5th                              | 1979年 5月21日  | 別れて そして                                          | うみなり                                | 7インチシングル盤                 | 06SH-524     |             |
| 6th                              | 1979年 9月21日  | 季節の翳りに                                           | ロンリー・レイル・ウェイ                | 7インチシングル盤                 | 06SH-584     |             |
| 7th                              | 1980年 1月21日  | 唇よ、熱く君を語れ                                     | 海辺の昼下り                            | 7インチシングル盤                 | 06SH-692     |             |
| 8th                              | 1980年 5月21日  | ホールド ミー タイト                                   | サマー ナイト                           | 7インチシングル盤                 | 06SH-775     |             |
| 9th                              | 1980年 9月21日  | いちどだけ冒険者                                       | インスピレーション                      | 7インチシングル盤                 | 07SH-859     |             |
| 10th                             | 1981年 2月25日  | たかが恋                                               | キス・ミー・ワン・モア・タイム          | 7インチシングル盤                 | 07SH-919     |             |
| 11th                             | 1981年 5月21日  | 恋のフリーウェイ                                       | 雨がやむまで待って                      | 7インチシングル盤                 | 07SH-1010    |             |
| 12th                             | 1982年 2月25日  | 好きと言って                                           | 港スコープ                              | 7インチシングル盤                 | 07SH-1088    |             |
| 13th                             | 1983年 1月21日  | 泣いてララバイ                                         | 夕暮れSTATION                           | 7インチシングル盤                 | 07SH-1249    |             |
| 14th                             | 1983年 11月21日 | メロディ                                               | 別れのドレス                            | 7インチシングル盤                 | 07SH-1429    |             |
| 15th                             | 1984年 5月21日  | 真夜中のハイウェイ                                     | Off Shoreの風                           | 7インチシングル盤                 | 07SH-1522    |             |
| 16th                             | 1984年 10月21日 | Espressoでお別れ                                       | 艶やかな時代                            | 7インチシングル盤                 | 07SH-1567    |             |
| 17th                             | 1985年 10月21日 | 気になるあいつ                                         | 一度だけヒロイン                        | 7インチシングル盤                 | 07SH-1705    |             |
| CBS/SONY RECORDS                 |                 |                                                        |                                         |                                   |              |             |
| 18th                             | 1988年 3月21日  | 哀愁トラベラー                                         | 心の距離                                | 7インチシングル盤                 | 07SH-3032    |             |
| 18th                             | 1988年 3月21日  | 哀愁トラベラー                                         | 心の距離                                | 8cmCD                             | 10EH-3032    |             |
| Sony Records                     |                 |                                                        |                                         |                                   |              |             |
| 19th                             | 1991年 12月1日  | メソポタミア・ダンス                                   | Overseas Call                           | 8cmCD                             | SRDL-3423    |             |
| 20th                             | 1993年 7月21日  | 生きがい/寒い夏                                        |                                         | 8cmCD                             | SRDL-3690    |             |
| 21st                             | 1994年 1月21日  | アンタ                                                 | 愛さずにいられない                      | 8cmCD                             | SRDL-3785    |             |
| -                                | 1996年 2月21日  | 迷い道                                                 | 迷い道 (いっしょうけんめいヴァージョン) | 8cmCD                             | SRDL-4169    |             |
| 22nd                             | 1998年 11月1日  | 悲しみを消さない                                       | 出逢い                                  | 8cmCD                             | SRDL-4573    |             |
| Sony Music Direct / CS RECORDS   |                 |                                                        |                                         |                                   |              |             |
| -                                | 2007年 8月15日  | かもめが翔んだ日 (スタジアム・バージョン)              | それでも I love you                     | Maxi                              | DQCL-1015    |             |
| Sony Music Direct / GT music     |                 |                                                        |                                         |                                   |              |             |
| 23rd                             | 2008年 6月4日   | いろいろな白/かもめが翔んだ日 (スタジアム・バージョン) | それでも I love you                     | Maxi                              | MHCL-1323    |             |
| Kamome Music                     |                 |                                                        |                                         |                                   |              |             |
| 24th                             | 2016年 10月5日  | ときの華                                               | 愛のゆくえ                              | Maxi                              | KMMM-5       |             |
| Sony Music Direct / GREAT TRACKS |                 |                                                        |                                         |                                   |              |             |
| -                                | 2021年 3月1日   | 唇よ、熱く君を語れ/唇よ、熱く君を語れ2020 remix        |                                         | EP                                | DQKL-7121    |             |
| Sony Music Direct / ALDELIGHT    |                 |                                                        |                                         |                                   |              |             |
| 25th                             | 2022年 9月21日  | 二雙の舟/カナリア                                      |                                         | Blu-spec CD2+オリジナルタンブラー | MHCL-30744/5 |             |
| 25th                             | 2022年 9月21日  | 二雙の舟/カナリア                                      | Blu-spec CD2                            | MHCL-30746                        |              |             |

### アルバム

#### セルフカバー・アルバム
| #                            | 発売日                       | タイトル                     | 規格                         | 規格品番                     |                              |
| Sony Music Direct / GT music | Sony Music Direct / GT music | Sony Music Direct / GT music | Sony Music Direct / GT music | Sony Music Direct / GT music | Sony Music Direct / GT music |
| ---------------------------- | ---------------------------- | ---------------------------- | ---------------------------- | ---------------------------- | ---------------------------- |
| 1st                          | 2007年2月14日                | 鴎30〜海からのメッセージ〜   | CD                           | MHCL-999                     |                              |
| 2nd                          | 2020年7月08日                | 明日へ                       | Blu-spec CD2                 | MHCL-30638/9                 |                              |

#### カバー・アルバム
| #            | 発売日        | タイトル               | 規格         | 規格品番     |              |
| Kamome Music | Kamome Music  | Kamome Music           | Kamome Music | Kamome Music | Kamome Music |
| ------------ | ------------- | ---------------------- | ------------ | ------------ | ------------ |
| 1st          | 2013年1月25日 | Amor Jazz              | CD           | KAMOME-002   |              |
| 2nd          | 2014年9月10日 | Amor Jazz2 〜Show-WA〜 | CD           | KAMOME-004   |              |

#### ライブ・アルバム
| #                              | 発売日        | タイトル                                                          | 規格         | 規格品番      |              |
| Sony Records                   | Sony Records  | Sony Records                                                      | Sony Records | Sony Records  | Sony Records |
| ------------------------------ | ------------- | ----------------------------------------------------------------- | ------------ | ------------- | ------------ |
| 1st                            | 1998年8月21日 | 歌祭〜歌って歌って恋をして〜                                      | CD           | SRCL4361/2    |              |
| Sony Music Direct / CS RECORDS |               |                                                                   |              |               |              |
| 2nd                            | 2008年8月20日 | 渡辺真知子コンサート/それでも I love you 〜横須賀より愛をこめて〜 | CD+DVD       | DQCL-1225     |              |
| Sony Music Direct / GT music   |               |                                                                   |              |               |              |
| 3rd                            | 2019年3月27日 | Amor Jazz3 〜愛しのBIG BAND〜                                     | Blu-spec CD2 | MHCL-30589/90 |              |
| キャピタルヴィレッジ           |               |                                                                   |              |               |              |
| 4th                            | 2021年6月16日 | 唇よ、熱く君を語れ 2020 渡辺真知子コンサート〜明日へ〜            | CD           | CVOV-10068    |              |

#### ベスト・アルバム
| #                                     | 発売日         | タイトル                                 | 規格         | 規格品番     |             |
| CBS・ソニー                           | CBS・ソニー    | CBS・ソニー                              | CBS・ソニー  | CBS・ソニー  | CBS・ソニー |
| ------------------------------------- | -------------- | ---------------------------------------- | ------------ | ------------ | ----------- |
|                                       | 1979年11月1日  | THE BEST 渡辺真知子                      | LP           | 26AH‐863     |             |
|                                       | 1980年4月21日  | 唇よ、熱く君を語れ/渡辺真知子 ザ・ベスト | LP           | 26AH‐972     |             |
|                                       | 1980年11月1日  | THE BEST 渡辺真知子                      | LP           | 28AH‐1110    |             |
|                                       | 1981年11月1日  | THE BEST 渡辺真知子                      | LP           | 28AH‐1355    |             |
|                                       | 1982年11月1日  | THE BEST 渡辺真知子                      | LP           | 25AH‐1481    |             |
|                                       | 1983年11月     | 渡辺真知子のすべて                       | CD           | 35DH-54      |             |
|                                       | 1985年4月1日   | ベスト・コレクション                     | CD           | 30DH-215     |             |
|                                       | 1986年4月21日  | ベスト・コレクション                     | CD           | 30DH-414     |             |
|                                       | 1988年7月1日   | My Collection                            | 8cmCD        | 15EH-8007    |             |
| Sony Records                          |                |                                          |              |              |             |
|                                       | 1995年11月22日 | 時の贈り物 〜ベストセレクション〜        | CD           | SRCL-3407    |             |
| Sony Music Entertainment (Japan) Inc. |                |                                          |              |              |             |
|                                       | 1997年11月21日 | GOLDEN J-POP/THE BEST 渡辺真知子         | CD           | SRCL-4125/6  |             |
|                                       | 2000年5月24日  | 2000 BEST 渡辺真知子                     | CD           | SRCL-4811    |             |
| Sony Records                          |                |                                          |              |              |             |
|                                       | 2002年5月22日  | 大切な順番〜Special Best〜               | CD           | SRCL-5351/2  |             |
| Sony Music Direct / GT music          |                |                                          |              |              |             |
|                                       | 2007年8月22日  | エッセンシャル・ベスト 渡辺真知子        | CD           | MHCL-1156    |             |
|                                       | 2008年6月4日   | GOLDEN☆BEST 渡辺真知子                   | CD           | MHCL-1338    |             |
| Sony Music Direct / CS RECORDS        |                |                                          |              |              |             |
|                                       | 2008年11月24日 | スーパー・ベスト                         | CD           | DQCL-1127    |             |
| Sony Music Direct / GT music          |                |                                          |              |              |             |
|                                       | 2015年6月24日  | いのちのゆくえ〜My Lovely Selections〜   | Blu-spec CD2 | MHCL-30313/5 |             |

##### CD-BOX
| #                              | 発売日                         | タイトル                       | 規格                           | 規格品番                       |                                |
| Sony Music Direct / CS RECORDS | Sony Music Direct / CS RECORDS | Sony Music Direct / CS RECORDS | Sony Music Direct / CS RECORDS | Sony Music Direct / CS RECORDS | Sony Music Direct / CS RECORDS |
| ------------------------------ | ------------------------------ | ------------------------------ | ------------------------------ | ------------------------------ | ------------------------------ |
| 1st                            | 2006年11月10日                 | 渡辺真知子 GIFT BOX            | CD                             | DYCL-1311                      |                                |
| 2nd                            | 2010年6月30日                  | Machiko Premium 1975-1982      | Blu-spec CD                    | DYCS-1160                      |                                |
| 3rd                            | 2011年10月20日                 | Machiko Premium 1983-2011      | Blu-spec CD                    | DYCL-1770                      |                                |

#### コンピレーション・アルバム
- 横浜幻想（ヨコハマ・ファンタジー）
  - 横浜のご当地ソングを集めたコンピレーション・アルバム。2枚組CD。
  - Disc1の10曲目に「港スコープ」（シングル『好きと言って』B面曲）を収録。

### 参加楽曲
| 発売日        | 商品名                                                           | 歌                    | 楽曲                   | 備考 |
| ------------- | ---------------------------------------------------------------- | --------------------- | ---------------------- | ---- |
| 2016年4月27日 | NHKみんなのうた 55 アニバーサリー・ベスト 〜しまうまとライオン〜 | 渡辺真知子&筒井タケオ | 「しまうまとライオン」 |      |

### タイアップ
| 楽曲                 | タイアップ                                         | 収録作品                         |
| -------------------- | -------------------------------------------------- | -------------------------------- |
| 唇よ、熱く君を語れ   | カネボウ化粧品『LADY 80』CMソング                  | シングル「唇よ、熱く君を語れ」   |
| いちどだけ冒険者     | テレビ朝日系月曜劇場『夜の傾斜』テーマ・ソング     | シングル「いちどだけ冒険者」     |
| 哀愁トラベラー       | JR ナイスミディパス CMソング                       | シングル「哀愁トラベラー」       |
| メソポタミア・ダンス | ブティック・ジョイ TVCFソング                      | シングル「メソポタミア・ダンス」 |
| 愛のゆくえ           | BS朝日『昭和偉人伝』エンディングテーマ             | シングル「ときの華」             |
| 青空に誓って         | ゲームソフト『ワイルドアームズ』エンディングテーマ | ワイルドアームズ Complete Tracks |

## コラボレーション
- 千葉ロッテマリーンズ

2007年から『かもめが翔んだ日』が千葉ロッテマリーンズの応援歌として採用され、マリーンズファンからの要望を受けて同年7月3日に千葉マリンスタジアムで同曲を歌唱。8月15日にはシングル『かもめが翔んだ日 スタジアムバージョン』をリリースした。
- 京浜急行電鉄

2008年11月18日から『かもめが翔んだ日』が、渡辺の地元である横須賀市の堀ノ内駅で接近メロディとして使用されている。

## 楽曲提供
- 岩崎宏美「あなたにだから Duet with 渡辺真知子」（作詞・作曲）
- 川島なお美「銀幕のヒロイン」「まるでカサブランカ」（作曲）
- 研ナオコ「材木座あたり」（作曲）
- 酒井法子「キライにならないで」「SAYONARA」（作詞・作曲）「太陽の一日」（作詞）
- ナンシー・ルー「旅の続き」（作詞・作曲）
- ノーランズ「やさしく地球に接吻を」（作曲）
- 一青窈「あたしだって」（作曲）

## 出演

### テレビ

#### NHK紅白歌合戦出場歴
| 年度/放送回               | 回 | 曲目              | 出演順 | 対戦相手 |
| ------------------------- | -- | ----------------- | ------ | -------- |
| 1978年（昭和53年）/第29回 | 初 | 迷い道            | 09/24  | 原田真二 |
| 1979年（昭和54年）/第30回 | 2  | たとえば…たとえば | 04/23  | 角川博   |

- 出演順は「出演順/出場者数」で表す。

#### 音楽番組
- TVムック（日本テレビ、1985年11月22日 - ）リポーターとして出演
- THE夜もヒッパレ（日本テレビ、1995年 - 2000年）[1]
- 青春のポップス（NHK-BS、2003年）[1]

ほか多数

#### テレビドラマ
- 幸せを急がないで 派遣OL恋物語（テレビ東京、1992年2月 - 3月）[1]
  - 連続テレビドラマ、ラブコメディ。主演は鷲尾いさ子、布施博、小倉久寛[25]。
- ドラマシティ'92・家族さがし（読売テレビ、1992年11月19日）
- コンビニエンスドラマ 泥棒家族（テレビ朝日、1994年1月4日）
- 月曜ドラマシリーズ・妻の卒業式（NHK総合、2004年）[1] - 飯島佳枝役
- アース・クエイク　平成18年春・東京大震災（日本テレビ、2006年4月3日）

#### CM
- キリンビール「KIRIN生樽　おもいやり、まごころ」（1984年）[1]
- テレビCM初出演。細野晴臣と共演。
- トヨタ自動車「BIG CHALLENGE TOYOTA'96 ボイスナビ体感試乗キャンペーン」（1996年）[1]
野茂英雄と共演。「迷い道」を歌いながら自動車を運転する渡辺に、助手席に座る野茂が「真知子さん、ナビつけたら?」とつぶやく。
- 田辺製薬（現：田辺三菱製薬）「アスパラドリンク」（1997年）[1]
中畑清、有田紀恵と共演。中畑清と夫婦役で出演、CMでは夫婦揃っての疾走シーンがあり、最終的に電車に追いつくほど（設定では最大で80 km/h）まで加速する[26]。
- 興和「バンテリン」（2000年代）

### 映画
- メイン・テーマ（角川映画、1984年）[1]御前崎由加役
- 学校の怪談3（東宝、1997年）真琴のママ役

### ラジオ番組
- 三菱ドライビングポップス 真知子と歌おう!（TBSラジオ、1978年 - 1982年）
- 杉田二郎と渡辺真知子のサウンド・グラフィティ 俺たち音楽仲間（ニッポン放送、1978年 - 1979年）
- 電リクときめき倶楽部 FOREVER YOUNG（文化放送、1995年 - 2000年）[1]
- 渡辺真知子・恋の予感（綜合放送制作、2012年4月 - 2015年）[1]
  - 一部の局では「渡辺真知子・ドーンとようこそ!」のタイトルで放送。
- アフタヌーン・パラダイス（エフエム世田谷、2011年4月5日 - 2022年3月29日）[1]
  - 毎週火曜日13:00 - 17:00。15:00 - 17:00の放送はミュージックバード配信にて全国コミュニティFM放送にネット。
- 渡辺真知子のBeautiful Dream（山梨放送ほか4局、2016年7月 - 2017年9月）[1]
- 渡辺真知子 現在・過去・未来（ミュージックバード、2022年4月3日 - 2023年9月24日）

### 舞台
- 『中島みゆき・夜会』VOL.20「リトル・トーキョー」（2019年1月30日 - 2月27日）[27]